# MATCH Communications in Mathematical and in Computer Chemistry
MATCH Communications in Mathematical and in Computer Chemistry је научни часопис који излази од 1975. године и бави се математичком хемијом.

## О часопису

### Историјат
Математичка хемија је научна област која се почела убрзано развијати седамдесетих година 20. века. У Институту за радијациону хемију у Милхајму одржан је у периоду од 26. до 28. маја 1975. године научни скуп "Microsymposium: Graph Theory in Chemistry". Један од организатора скупа био је Оскар Полански директор Института за радијациону хемију. На скупу је разматрана могућност покретања публикације која ће за тему имати математичку хемију. Одлучено је да се нови часопис зове MATCH што је акроним од MAThematical CHemistry. Први број часописа изашао је u oktobru 1975. године у Милхајму (Немачка) под пуним називом MATCH Informal Communications in Mathematical Chemistry.
Уредници првог броја су били Александру Балабан (Alexandru Balaban), Андре Дреидинг (André Dreiding), Адалберт Кербер и Оскар Полански.
Полански је написао предговор у првом броју у коме је желео да дочара неформални карактер часописа... "MATCH не би требало да буде часопис уобичајеног типа. Напротив требало би да буде часопис за приватну комуникацију, препринте, дискусије, извештаје, ревије и артикулацију нових идеја у области математичке хемије" (део предговора).
Временом у часопис почињу да стижу и први оригинални научни радови постепено мењајући неформални карактер часописа што је допринело да MATCH прерасте у озбиљан међународно признати часопис у којем се искључиво објављују оригинални научни радови. Првобитни наслов часописа задржао се до броја 7 (1979) после кога је реч "Informal" изостављена, па је од броја 8 (1980) назив MATCH Communications in Mathematical Chemistry. За то је заслужан један од аутора часописа који је уверио Поланског да ниједан научник који цени свој рад неће послати озбиљан научни рад у часопис који се декларише као неформални. Под овим именом часопис је излазио до броја 34 (1996) када је нови уредник постао Адалберт Кербер и он је проширио име на MATCH Communications in Mathematical and in Computer Chemistry које је актуелно и данас.

### Издавачи
У периоду од 1975. до 2002. године MATCH је излазио у Немачкој. У периоду до 1994. године издавач је био Макс-Планков Институт за радијациону хемију у Милхајму и у том периоду су публиковани бројеви од 1 до 31. Након тога, од броја 32 (1995), издавач постаје Адалберт Кербер са Одсека за математику, Универзитета у Бајројту. Кербер је био издавач до броја 46 (2002), а после тога место главног уредника преузима Иван Гутман са Природно-математичког факултета у Крагујевцу, тако да од броја 47 (2003) Природно-математички факултет и Универзитет у Крагујевцу постају издавачи једне тако важне публикације.

### Периодичност излажења
До 1996. године периодичност је варирала, а од 1996. године пракса је да излазе два тома часописа годишње. Због повећања броја прихваћених радова од броја 53 (2005) сваки том је садржавао више свезака, да би се коначно одлучило да од 2007. године излазе два тома са по три свеске у сваком тому.

## Уредници
Од броја 1 (1975) до броја 25 (1990) уредници су били:
- Александру Балабан
- Андре Дреидинг
- Адалберт Кербер
- Оскар Полански (главни уредник)

Од броја 26 (1991) до броја 31 (1994) главни уредници су:
- Адалберг Кербер
- Андре Дреидинг
- Александру Балабан

Од броја 32 (1995) до броја 46 (2002) главни уредник био је Кербер, а од броја 47 (2003) главни уредник постаје Иван Гутман

### Гостујући уредници
Скоро четвртина бројева су специјални бројеви који су обрађивали специјалне теме или радове објављене на конференцијама.
Те бројеве су уређивали гостујући уредници.
Поједини специјални бројеви и гостујући уредници:
- Петер Плат (бројеви 6 и 7 из 1979. године)
- Иван Гутман (број 35 из 1997. године)
- Санди Клавжар (број 35 из 1997. године)
- Бојан Мохар (број 35 из 1997. године)
- Патрик Фаулер (број 28 из 2003. године и број 58(2) из 2007. године)
- Гунар Бринкман (број 58(2) из 2007. године)[1]

## Теме
- Математичка хемија
- Хемија
- Математика
- Мултидисциплинарне науке
- Компјутерске науке[3]

## Електронски облик часописа
Преко веб адресе MATCH онлајн доступни су сви бројеви часописа у електронској форми.